# Clarence Walker
Clarence Leonard „Sal” Walker (ur. 13 grudnia 1898 w Port Elizabeth, zm. 30 kwietnia 1957 w Roodepoort) – południowoafrykański bokser wagi koguciej. W 1920 roku na letnich igrzyskach olimpijskich w Antwerpii
zdobył złoty medal.